# RIP-изоляция
RIP-изоляция (англ. resin impregnated paper — бумага пропитанная смолой) — изоляционный материал, полученный на основе высушенной в вакууме и пропитанный эпоксидной смолой крепированной бумаги. Тип твёрдой изоляции, применяемой в электротехнических установках среднего и высокого напряжения.
Твёрдая RIP-изоляция — это бумажный остов из электроизоляционной бумаги и пропитанный специальным эпоксидным компаундом под вакуумом намотанный на проводник из алюминия или меди. В процессе намотки в остов закладываются уравнительные обкладки для выравнивания электрического поля.
Пропитка под вакуумом полностью исключает наличие газовых включений в остове, что позволяет получить высокие изоляционные характеристики RIP-изоляции.
Высоковольтные вводы с RIP-изоляцией обладают высокой огнеупорностью и практически устраняют риск пожара. Даже при пробое внутри бака силового трансформатора высоковольтный ввод с RIP-изоляцией, являясь «пробкой», препятствует поступлению кислорода внутрь бака и, соответственно, возгоранию трансформаторного масла.

## История
Технология RIP-изоляции была изобретена и запатентована в 1958 году компанией MGC Moser-Glaser (Швейцария). Эта технология легла в основу конструкции пофазноизолированных токопроводов с литой изоляцией. Первые токопроводы с литой изоляцией были поставлены в Австралию в начале 70-х годов прошлого столетия и безаварийно эксплуатируются до сих пор. Технология RIP-изоляции применяется также для изготовления трансформаторных вводов.
Первоначально в отечественных вводах в качестве изоляции применялась маслобарьерная изоляция (основой внутренней изоляции является маслонаполненный промежуток, разделённый цилиндрическими барьерами из картона; для регулирования электрического поля на барьеры накладывались электроды из фольги).
Вводы с маслобарьерной изоляцией выпускались до 1965 года. Эти вводы имели значительную массу, большие радиальные размеры и низкую кратковременную электрическую прочность.
Самым распространённым видом внутренней изоляции для вводов в настоящее время является бумажно-масляная изоляция, основу которой представляет бумажный остов, намотанный на токоведущую трубку и пропитанный изоляционным маслом. В бумажном остове располагаются уравнительные обкладки, регулирующие электрическое поле.
Благодаря высокой кратковременной и длительной электрической прочности бумажно-масляная изоляция с успехом эксплуатируется в высоковольтных вводах уже десятки лет.
Несмотря на высокие электроизоляционные свойства бумажно-масляной изоляции в процессе эксплуатации происходили пробои изоляции и взрывы высоковольтных вводов с разбросом осколков фарфоровых покрышек на несколько десятков метров, а в ряде случаев и с возникновением пожаров трансформаторов.
Взрывы высоковольтных вводов сопровождались утечкой трансформаторного масла из силовых трансформаторов и баковых масляных выключателей, что представляло реальную угрозу загрязнения окружающей среды.
С 1972 года в нашей стране начали производить высоковольтные вводы на класс напряжения 110 кВ с RBP-изоляцией (бумажная изоляция, склеенная эпоксидным компаундом). Это повысило пожаробезопасность масляного оборудования, однако, электроизоляционные характеристики RBP-изоляции оказались хуже, чем у бумажно-масляной изоляции.
В последние годы в России наметилась тенденция по замене высоковольтных вводов с бумажно-масляной и RBP-изоляциями на высоковольтные вводы с твёрдой RIP-изоляцией.

## Свойства
Благодаря тому, что пропитка бумажного остова эпоксидным компаундом выполняется в вакууме, удаётся исключить газовые включения в изоляции. Таким образом, снижается уровень частичных разрядов (не более 5 пКл при двойном фазном напряжении), а также снижаются диэлектрические потери (tg = 0,25-0,45 %). RIP-изоляция имеет высокую термическую и механическую стойкость.
В эксплуатации высоковольтные вводы с RIP-изоляцией требуют минимального ухода, а именно, чистка фарфора по мере его загрязнения и измерение tgб и ёмкости c периодичностью один раз в шесть лет.
Расчётный срок службы таких вводов 40 лет и более при минимальных объёмах технического обслуживания. В настоящее время RIP-изоляция — лучшая внутренняя изоляция для высоковольтных вводов, которая, сохранив все имевшиеся преимущества твёрдой RBP-изоляции перед изоляцией бумажно-масляной, расширила область её применения до класса напряжения 750 кВ.

### Применение
RIP-изоляция нашла широкое применение в электротехнике, в частности были разработаны трансформаторные вводы на напряжение до 750 кВ, а также на основе технологии RIP-изоляции производятся пофазноизолированные токопроводы.